# Outlane
Outlane est un village du Yorkshire de l'Ouest, en Angleterre.

## Géographie
Outlane est situé près de l'autoroute M62, à 6 km au nord-ouest du centre-ville de Huddersfield. Administrativement, il relève du district de Kirklees.

## Histoire
Le fort romain de Slack (en) se trouve près du village.